# Charles Duchaussois
Charles Duchaussois (27 gennaio 1940 – 27 febbraio 1991) è stato uno scrittore francese.
Il suo romanzo autobiografico Flash ou le Grand Voyage, pubblicato nel 1971 da Libraire Arthème Fayard, è stato un grande successo editoriale.

## Biografia
All'età di 4 mesi ed otto giorni, una mattina del 1940, Charles Duchaussois perse un occhio a causa di una scheggia di bomba. Siamo nel 1969, all'inizio della fine del movimento hippy, quando il sogno di pace e amore sta finendo e agli psichedelici si sta sostituendo l'ombra delle droghe pesanti. Da Marsiglia a Beirut, da Istanbul a Baghdad, in battello, a piedi, in auto, Charles a poco a poco si avvicina a Katmandu, un tempo paradiso della canapa, ma ora invasa dall'eroina e dagli ex-hippy. Il viaggio inizia, quasi per caso, in Libano, con il traffico d'armi e la raccolta dell'hashish. L'arrivo sarà a Katmandu, attraverso un percorso che sarà al tempo stesso una mobilità geografica e un viaggio alla scoperta dei pericoli delle droghe pesanti, perché è di questo che ci parla Charles Duchaussois nel suo memoir.

## Edizioni italiane
- Flash. Katmandu il grande viaggio, SEI, Torino, 1972 ISBN 8805053392 - traduzione di Ferruccio Voglino.
- Flash, il grande viaggio, Nutrimenti, Roma, 2021, ISBN 9788865948637 - traduzione di Paolo Bellomo.